# Hampea montebellensis
Hampea montebellensis är en malvaväxtart som beskrevs av P.A. Fryxell. Hampea montebellensis ingår i släktet Hampea och familjen malvaväxter. Inga underarter finns listade i Catalogue of Life.